# Eva Tökölyová
Eva Tökölyová (*15. leden 1939 Spišská Nová Ves) je bývalá československá politička slovenské národnosti a stomatoložka.
Na lékařské fakultě Univerzitě Komenského v Bratislavě vystudovala stomatologii a pracovala jako obvodní lékařka. Od roku 1985 byla ředitelkou nemocnice s poliklinikou v Bratislavě-Ružinov.
Pracovala ve stranických funkcích ZO KSS a od roku 1986 byla členkou obvodního výboru KSS v Bratislavě II. Dále byla poslankyní a členkou rady ONV Bratislavy II.
Ve vládě Petera Colotky, Ivana Knotka a Pavola Hrivnáka (1986-89) zastávala na Slovensku post ministra zdravotnictví a později ministra zdravotnictví a sociálních věcí.